# Alex Sampao
Alex Sampao (ur. 31 grudnia 1996) – kenijski lekkoatleta specjalizujący się w biegach sprinterskich.
W 2013 zdobył brązowy medal mistrzostw świata juniorów młodszych w biegu na 400 metrów, a rok później był czwarty na juniorskich mistrzostwach świata w Eugene. Złoty medalista igrzysk afrykańskich w Brazzaville w sztafecie 4 × 400 metrów (2015). Medalista mistrzostw Kenii.
Rekord życiowy: bieg na 400 metrów – 45,22 (11 lipca 2015, Nairobi).

## Osiągnięcia
| Rok  | Impreza                               | Miejsce        | Konkurencja             | Pozycja              | Wynik   |
| ---- | ------------------------------------- | -------------- | ----------------------- | -------------------- | ------- |
| 2013 | Mistrzostwa świata juniorów młodszych | Donieck        | bieg na 400 metrów      | 3. miejsce           | 46,78   |
| 2014 | IAAF World Relays                     | Nassau         | sztafeta 4 × 400 metrów | 7. miejsce (Finał B) | 3:05,81 |
| 2014 | Mistrzostwa świata juniorów           | Eugene         | bieg na 400 metrów      | 4. miejsce           | 46,55   |
| 2015 | Igrzyska afrykańskie                  | Brazzaville    | bieg na 400 metrów      | 4. miejsce           | 45,59   |
| 2015 | Igrzyska afrykańskie                  | Brazzaville    | sztafeta 4 × 400 metrów | 1. miejsce           | 3:00,34 |
| 2016 | Igrzyska olimpijskie                  | Rio de Janeiro | bieg na 400 metrów      | eliminacje           | 46,62   |
| 2018 | Igrzyska Wspólnoty Narodów            | Gold Coast     | bieg na 400 metrów      | eliminacje           | DNS     |
| 2019 | Mistrzostwa świata                    | Doha           | sztafeta mieszana       | eliminacje           | 3:17,09 |